# Abra Pampa
Abra Pampa – miasto w Argentynie, w prowincji Jujuy, stolica departamentu Cochinoca.
Według danych szacunkowych na rok 2010 miejscowość liczyła 8 705 mieszkańców.